# Jakob Frederik Christian Danneskiold-Samsøe
Jakob Frederik Christian, Greve Danneskiold-Samsøe (født 10. juli 1968 i København) er en dansk historiker, greve og en del af slægten Danneskiold-Samsøe. 
Han er uddannet cand.phil. historie ved Københavns Universitet, mens hans doktorgrad (M.phil.) i videnskabshistorie blev erhvervet Cambridge University og Lunds Universitet (fil dr.). Dertil har han forsket ved Lancaster University i Storbritannien og Karl-Ruprechts Universität i Heidelberg, Tyskland. Hans speciale er Europæisk historie i 1500- og 1600-tallet med særlig vægt på videnskabshistorien, men han har i sin forskning og formidling spredt sig over emner fra middelalderen til det 20. århundrede. Han er kendt som foredragsholder og har også medvirket i flere tv-udsendelser.

## Familie
Han er søn af Greve Ubbe Eyvind Gregers Sophus Viggo Danneskiold-Samsøe og dennes anden hustru Kirsten Johanne Jenny Henriksen.
Han blev gift den 24. juni 2000 i Grønholt Kirke med cand.scient. Nanna Margrethe Marie Winther.

## Publikationer (under navnet J.F.C. Danneskiold-Samsøe)
- Muses and Patrons. Cultures of Natural Philosophy in Seventeenth-Century Scandinavia. Lunds Universitet 2004.[2]
- Patron og klient i 1600-tallets Europa, Fortid og Nutid, september 2005, s. 163-191.[3]
- "Renæssancekemiens forestillingsverden", Ole Borch (1626-1690). En dansk renæssancekemiker. Historisk-kemiske tidsskrifter nr. 16. Dansk Selskab for Historisk Kemi 2006. ISBN 87-89535-29-4
- Medredaktør på Vänner, patroner och klienter i Norden 900-1800. Islands universitets förlag 2007. ISBN 978-9979-54-753-2
- "Hin Fønix blandt matematikere. Descartes, Bartholin og Rømer", Ole Rømer. I kongens og videnskabens tjeneste (red. Karin Tybjerg, Jakob Danneskiold-Samsøe og Per Friedrichsen). Aarhus Universitetsforlag 2011. ISBN 978-87-7934-557-7
- Rejsen mod Europa. De første 10.000 år. Gads Forlag 2022. ISBN 978-87-12-06718-4
- Rejsen mod Europa. De seneste 200 år Gads Forlag 2022.

## Tv-arbejde
- Medvirkede i tv-udsendelsen Store Danske Videnskabsfolk: Tycho Brahe (sendt første gang på DR1 i 2015).
- Har dertil medvirket i Historiequizzen på DR1 (2015-2019).